# Tom Marshall (basket-ball)
Pour les articles homonymes, voir Tom Marshall.
Tom Marshall, né le 6 janvier 1931, à Mont Juliet, au Tennessee et mort le 10 mai 2024 à Fort Myers, est un joueur et entraîneur américain de basket-ball dans les années 1950. Il évolue aux postes d'arrière et d'ailier.